# ウィリアム・リュプチャンスキー
ウィリアム・リュプチャンスキー（William Lubtchansky、1937年10月26日 ヴァンセンヌ - 2010年5月4日）は、フランスの撮影監督。

## 人物
ジャック・リヴェット作品の撮影で知られている。2005年のフィリップ・ガレルの映画『恋人たちの失われた革命』で第62回ヴェネツィア国際映画祭で金のオゼッラ賞を受賞した。

## 主な作品
- ヒア & ゼア こことよそ Ici et ailleurs (1976)
- 隣の女 La Femme d'à côté (1981)
- 地に堕ちた愛 L'Amour par terre (1984)
- SHOAH ショア Shoah (1985)
- ふたりだけの舞台 Comédie! (1987)
- ヌーヴェルヴァーグ Nouvelle vague (1990)
- ピストルと少年 Le Petit criminel (1990)
- 美しき諍い女 La Belle noiseuse (1991)
- ジャンヌ/愛と自由の天使 Jeanne la Pucelle I - Les batailles (1994)
- ジャンヌ/薔薇の十字架 Jeanne la Pucelle II - Les prisons (1994)
- アメリカの贈りもの Le Nouveau monde (1995)
- 絹の叫び Le Cri de la soie (1996)
- 素敵な歌と舟はゆく Adieu, plancher des vaches! (1999)
- 恋ごころ Va savoir (2001)
- 月曜日に乾杯! Lundi Matin (2002)
- Mの物語 Histoire de Marie et Julien (2003)
- グレート・ビギン Genesis (2004)
- 恋人たちの失われた革命 Les Amants réguliers (2005)
- ここに幸あり Jardins en automne (2006)